# Tache stellaire

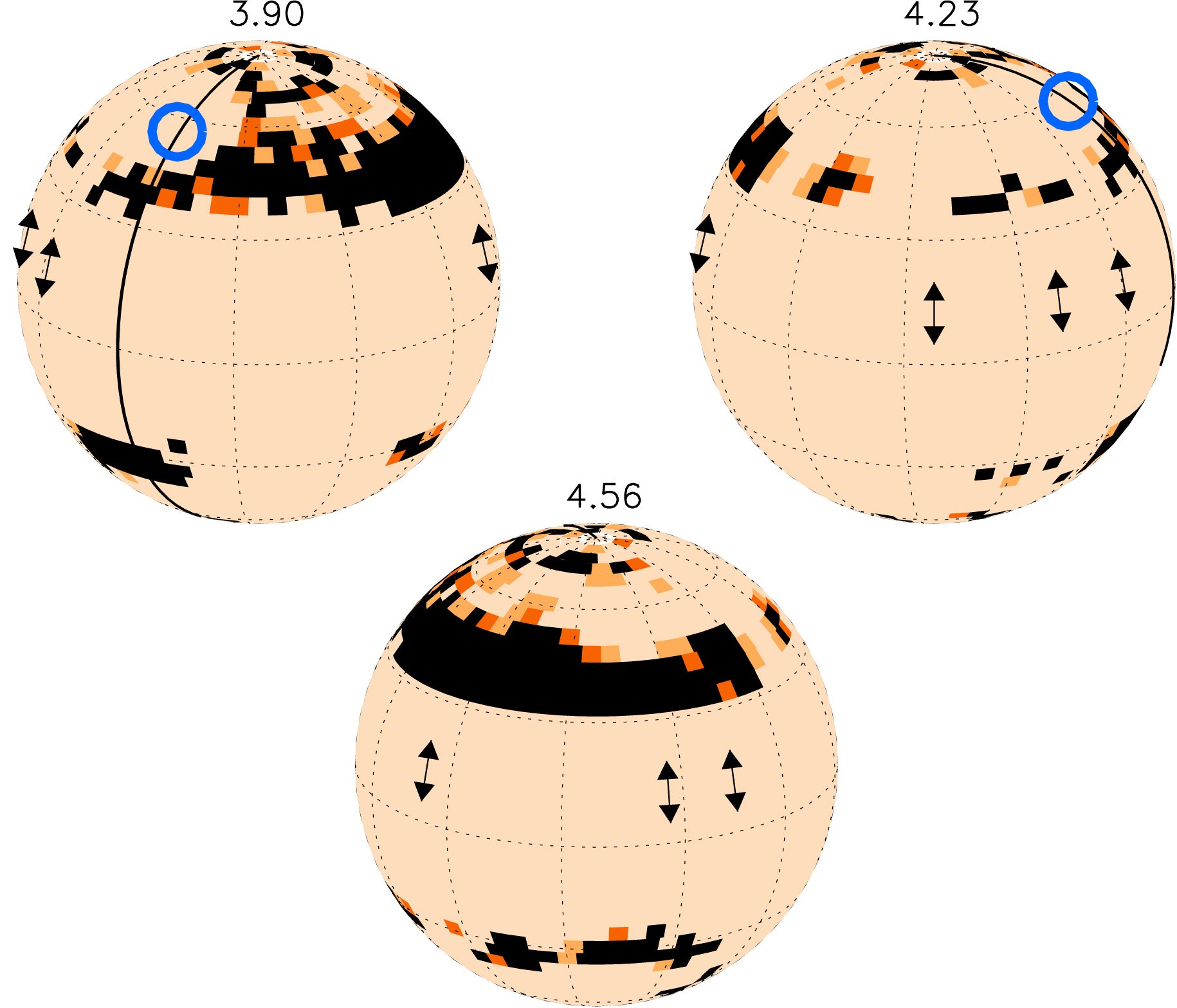

Une tache stellaire est l'équivalent d'une tache solaire, mais localisée sur une autre étoile, c'est-à-dire une tache sombre sur la surface de l'étoile causée par une activité magnétique intense. Les taches de taille comparable à celles des taches solaires sont très difficiles à détecter, car elles sont généralement trop petites pour influencer la luminosité des étoiles. Celles observées sont généralement beaucoup plus grandes que celles sur le Soleil : jusqu'à 30% de la surface de l'étoile peut être recouverte.

## Détection et mesure
Il y a plusieurs méthodes pour détecter et mesurer la superficie d'une tache stellaire.
- Pour les étoiles en rotation rapide, on utilise l'imagerie Doppler et l'imagerie Zeeman-Doppler. Avec la technique d'imagerie Zeeman-Doppler, la direction du champ magnétique peut être déterminée puisque les lignes spectrales se séparent selon l'effet Zeeman, révélant la magnitude et la direction du champ magnétique.
- Pour les étoiles en rotation lente avec le ratio de profondeur de ligne. Ici on mesure deux lignes spectrales différentes, une sensible à la chaleur et une qui ne l'est pas. Puisqu'une tache stellaire a une plus basse température que son contour, la ligne qui est sensible à la chaleur change de profondeur. C'est avec la différence entre ces deux lignes que la taille approximative d'une tache stellaire peut est déduite avec une précision de température de plus ou moins 10 kelvins.

## Température
La température des taches stellaires observées varie généralement entre 500 et 2000 kelvins plus froid que la température de la photosphère de l'étoile. Cette variation de température peut occasionner une variation de luminosité jusqu'à 0,6 de magnitude entre la tache et la surface environnante. Il semble aussi y avoir une relation entre la température de la tache et la température de la photosphère de l'étoile, ce qui indique que les taches stellaires agissent de manière similaire pour différents types d'étoiles (observé sur des étoiles naines de type G et K).

## Durée de vie
La durée de vie d'une tache stellaire dépend de sa taille.
- Pour une tache de petite taille, la durée de vie est proportionnelle à la taille, comme les taches solaires.
- Pour des taches de plus grande envergure, tout dépend de la rotation différentielle de l'étoile. Certains indices mènent à croire que des taches assez grosses pour influencer la luminosité de leur étoile peuvent survivre pendant des années, même sur des étoiles avec une rotation différentielle significative.

## Cycles d'activité
La distribution des taches stellaires sur la surface stellaire varie d'une étoile à l'autre, mais diffère d'un type d'étoile à un autre. Le même type de cycle d'activité que l'on trouve sur le Soleil peut être observé sur d'autres étoiles, correspondant au cycle de 11 ans du Soleil. Des étoiles ont des cycles plus longs, peut-être analogues au minimum de Maunder pour le Soleil.